# Rickard Daniel Gwydir
Rickard Daniel Gwydir (Calcutta, 7 novembre 1844 – 7 novembre 1925) è stato un militare indiano.
Fu uno dei primi pionieri dello stato di Washington.

## Biografia
Nasce in India da genitori irlandesi, Richard McKenna Gwydir, un soldato protestante dell'esercito britannico e Jane Prendible. La morte del padre per colera nel 1846 spinse sua madre a trasferirsi inizialmente nel Regno Unito, poi negli Stati Uniti a Brooklyn, prima di stabilirsi definitivamente in Kentucky nel 1850, sposandosi in seconde nozze con Daniel Ruttle. Nel 1861, all'età di 16 anni, si arruolò nell'esercito confederato, spia ed esploratore per i soldati di John Hunt Morgan di Covington.
Finita la guerra civile americana, lavorò per il suo patrigno nell'industria dell'imballaggio, nel commercio della carne e nella distillazione. Servì come soprintendente ai lavori pubblici e come revisore dei conti della città di Covington ed infine come agente del dazio per la Internal Revenue Service.
Nel 1886, il Presidente degli Stati Uniti, Grover Cleveland lo nominò Agente della Riserva Indiana nel nord-est dello Stato di Washington. Divenne pioniere, diplomatico e amministratore. Dal 1893 al 1898 fu ispettore per il Dipartimento di Stato del Tesoro. Nel 1901 si trasferì a Spokane, distinguendosi anche come funzionario. Era conosciuto come il re del Barbecue dell'Impero Interno.
Anche se fu un agente per gli indiani dalle idee innovative, nelle sue scritture traspare comunque l'attitudine paternalistica verso i nativi americani, tipica del tempo. Ciò nonostante, i rapporti con le tribù erano ottimi, intrisi di reciproco rispetto. Ripetutamente fece arrivare dal governo centrale molto materiale di supporto.
Gwydir scrisse un memoriale delle sue esperienze, in cui descrisse le tradizioni orali degli indiani. Scrisse anche di altri capi indiani: Okanogan Smith, Tonosket, Capo Joseph, Capo Moses e Skolaskin, il feroce capo-profeta della Riserva Indiana San Poils di Colville.
Nei suoi scritti traspare la difficoltà di preservare la storia dei primi insediamenti della regione e il riconoscimento degli sforzi atti a civilizzare il paese.